# Fête de Gióng
Les fêtes de Gióng ont lieu à Hanoï, au Viêt Nam. Elles célèbrent à la fois la bonne récolte et les exploits légendaires du génie Thánh Gióng, qui y sont mis en scène. En 2010, l'UNESCO fait entrer cette fête sur la liste représentative du patrimoine culturel immatériel de l'humanité. 

## Légende
Le génie Gióng, né à Phu Dong, repousse les envahisseurs Ân vers 1225. Initialement enfant de trois ans, il grandit rapidement et devient un homme vaillant. Montant un destrier de fer, il s'envola depuis une colline, à Soc Son selon la légende. Thánh Gióng est vénéré comme protecteur des moissons, de la paix et de la prospérité. Il est l'un des Quatre Immortels (vi) de la religion traditionnelle vietnamienne.

## Tradition
Les fêtes de Gióng, annuelles, ont lieu à Hanoï, dans les temples de Phù Đổng (district de Gia Lam) et Sóc Son. Printanières, elles se déroulent avant la récolte du riz, celle de Phù Đổng se tient lors du quatrième mois lunaire, dans le village de naissance de Thánh Gióng. La bataille est mise en scène avec un cavalier montant un cheval blanc et une danse complexe des drapeaux représentant la bataille. Dans le but d'incarner le commandant, les différents instrumentistes ou les enfants, de jeunes hommes sont entraînés. Vingt-huit filles âgées de 9 à 13 ans jouent le rôle des généraux ennemis. Symboles de dispersion des envahisseurs, des papillons en papier s'envolent d'un drapeau. La pluie qui a lieu après la fête est objet de réjouissance car elle assure les bonnes récoltes. La fête du temple de Sóc a lieu le premier mois lunaires et fait appel à des rituels tels que le bain de la statue de Gióng et un cortège jusqu'au temple avec des fleurs de bambous offertes à ce personnage.
Au XIe siècle, cette fête devient fête nationale. Dans revue d'histoire des religions, Paris 1893, un chercheur français écrit que la fête de Gióng est émouvante et qu'en Europe, on ne célèbrerait pas d'évènements anciens
. 

## Reconnaissance
En 2010, sous l'intitulé « Les fêtes de Gióng des temples de Phù Ðông et de Sóc », elles sont inscrites sur la liste représentative du patrimoine culturel immatériel de l'humanité. Dix ans après,  Nguyên Duc Hông, vice-président du Comité populaire de Gia Lâm, déclare que les efforts de préservation se poursuivent. Il s'agit de rendre touristique Phu Dông. 